# Calorímetro Avanzado de Ionización Delgada

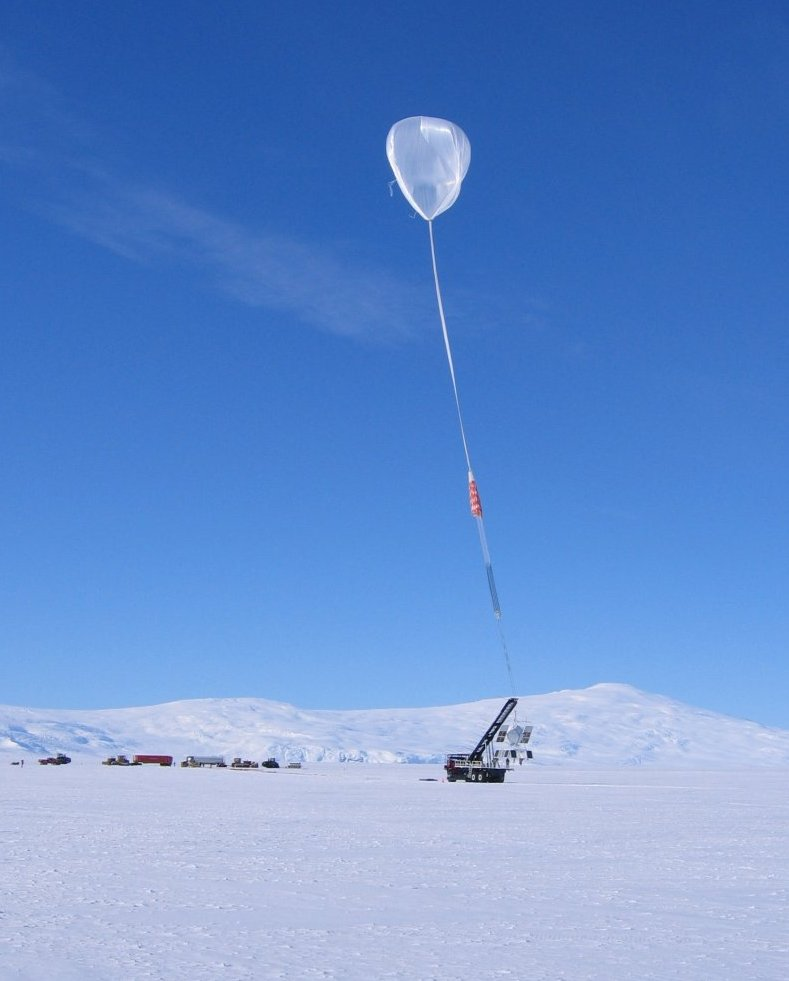
Lanzamiento de ATIC

El Calorímetro Avanzado de Ionización Delgada (ATIC, de sus siglas en inglés Advanced Thin Ionization Calorimeter) es un instrumento a bordo de un globo que vuela en la estratosfera sobre la Antártida para medir la energía y la composición de los rayos cósmicos. ATIC fue lanzado desde la Estación McMurdo por primera vez en diciembre de 2000 y desde entonces ha completado tres vuelos exitosos de cuatro.

## Principio del trabajo
El detector utiliza el principio de la calorimetría de ionización: varias capas del germanato de bismuto del centelleador emiten luz cuando son golpeadas por partículas, lo que permite calcular la energía de las partículas. Se utiliza una matriz de silicio para determinar la carga eléctrica de las partículas.

## Colaboradores
El proyecto es una colaboración internacional de investigadores de la Universidad Estatal de Luisiana, Universidad de Maryland, Centro Marshall de vuelos espaciales, Observatorio de la Montaña Púrpura en China, Universidad Estatal de Moscú en Rusia y el Instituto Max Planck para la investigación del sistema solar en Alemania. ATIC cuenta con el apoyo de la NASA en los Estados Unidos y los vuelos se realizan bajo los auspicios de la Oficina de Programas de Globos del Centro de Vuelo Wallops por el personal de Columbia Scientific Balloon Facility. La logística antártica es proporcionada por la Fundación Nacional para la Ciencia y su contratista Raytheon Polar Services Corporation.
El investigador principal de ATIC es John Wefel de la Universidad Estatal de Louisiana.

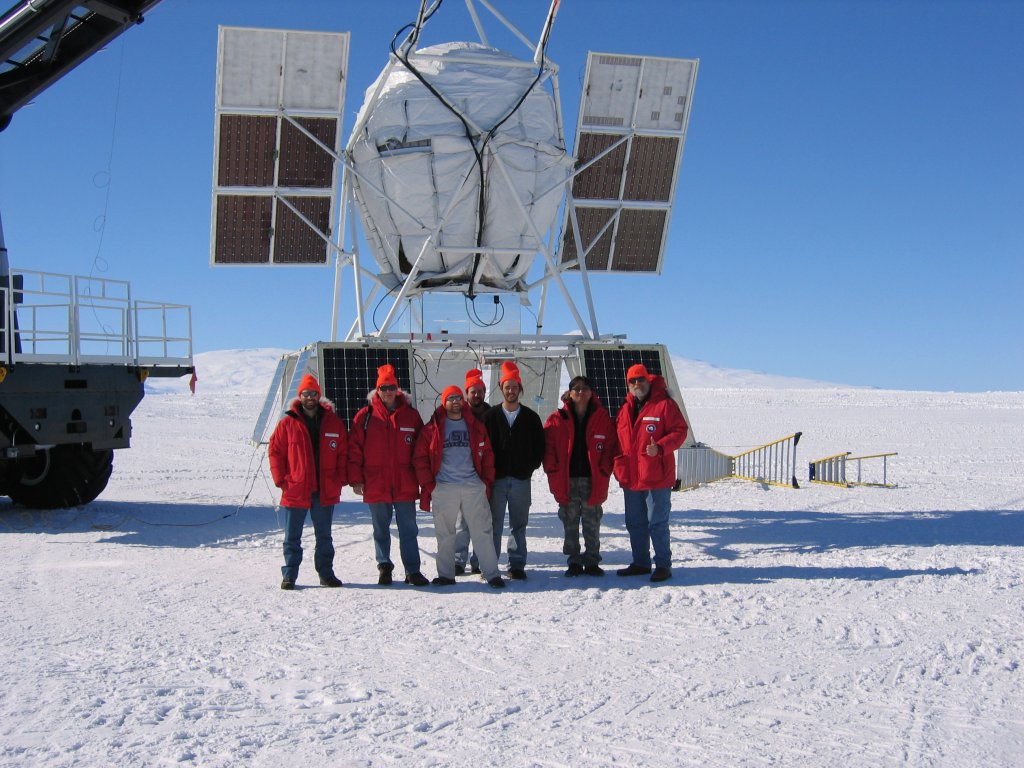
Equipo y primer plano del instrumento

## Resultados
En noviembre de 2008, los investigadores publicaron en Nature el hallazgo de un excedente electrones de alta energía. Durante un período de observación de 5 semanas en 2000 y 2003, ATIC contó 70 electrones con energías en el rango 300-800 GeV; estos electrones excedían los esperados del fondo galáctico. La fuente de estos electrones es desconocida, pero se supone que está relativamente cerca, a no más de 3000 años luz de distancia, ya que los electrones de alta energía pierden energía rápidamente a medida que viajan a través del campo magnético galáctico y chocan con los fotones. Los electrones podían originarse en un pulsar u otro objeto astrofísico cercano, pero los investigadores no pudieron identificar un objeto adecuado. Según otra conjetura, los electrones resultan de colisiones de partículas de materia oscura, por ejemplo, las partículas WIMP Kaluza-Klein de masa cercana a 620 GeV.

## Datos relacionados con otros experimentos
A principios de año, el satélite PAMELA había encontrado un exceso de positrones (la antipartícula del electrón) en la señal de rayos cósmicos, que también se creía que se originaba de las interacciones de la materia oscura.
ATIC no puede distinguir entre electrones y positrones, por lo que es posible que los dos resultados sean compatibles.
Por otro lado, en noviembre de 2008 el Experimento milagro reportó "puntos calientes" de rayos cósmicos en el cielo, posiblemente apoyando objetos astrofísicos como fuentes de los electrones excedentes. En mayo de 2009, se reportaron observaciones por parte del Telescopio Fermi que no apoyaron el pico de electrones de alta energía visto por ATIC.